# Johannes Banzhaf
Johannes Banzhaf (* 20. Dezember 1907 in Geislingen an der Steige; † 7. Mai 1968 in Bielefeld) war ein deutscher Verlagskaufmann.

## Leben
Banzhaf war während der Zeit des Nationalsozialismus ein leitender Mitarbeiter des Bertelsmann-Verlages. Von 1939 bis 1943 war er dort Herstellungsleiter.
Die beiden von ihm herausgegebenen Humoranthologien Lustiges Volk und Lachendes Leben zählten mit Auflagen über 800.000 bzw. 900.000 Exemplaren zu den erfolgreichsten Publikationen der Zeit des Nationalsozialismus. Auch das von Banzhaf herausgegebene Fritz Müller-Partenkirchen-Buch erreichte eine Auflage von 385.000.
Zwischen 1943 und 1945 war er wegen Korruptionsvorwürfen inhaftiert. Gegenstand des Verfahrens waren hauptsächlich sogenannte „Blanko-Papierschecks“. Es handelte sich dabei um Blankoformulare, mit deren Hilfe der mit Banzhaf geschäftlich verbundene Matthias Lackas verfügbare Papierkontingente zielsicher abschöpfen konnte, wobei er ein entsprechendes, erfundenes Buchprojekt des Bertelsmann-Verlags in das Formular eintrug. Am Rande gehörten auch Banzhafs Aktivitäten zur Beibehaltung seiner UK-Stellung zum Gegenstand des Verfahrens.
Nach 1945 begründete er zusammen mit Theodor Berthoud einen Bertelsmann nahestehenden Verlag.

## Veröffentlichungen
- Walter Flex. Ein Bild seines Lebens Führer und Freunde, Bd. 14. Acker-Verlag, Berlin 1934
- Lustiges Volk. Ein heiteres Geschichtenbuch. Herausgegeben von Johannes Banzhaf, mit 25 Zeichnungen von Fritz Koch-Gotha. C. Bertelsmann, Gütersloh 1937, spätere Auflagen wurden u. a. von Horst Lemke illustriert.
- Lachendes Leben. Ein Buch voll herzhaften Humors. Herausgegeben von Johannes Banzhaf, mit 25 Zeichnungen von Fritz Koch-Gotha. C. Bertelsmann, Gütersloh 1939
- Fritz Müller-Partenkirchen: Das fröhliche Müller-Partenkirchen-Buch. Herausgegeben von Johannes Banzhaf. C. Bertelsmann, Gütersloh 1940
- Melodie der Nacht. Erzählung. Thomas, Kempen a. Niederrhein 1943
- Gewitter über Heinsdorf. Christl. Allianz, Fellbach 1948
- Wunder der Liebe. Weihnachtsgeschichten. Hrsg. von Johannes Banzhaf. Bahn, Konstanz 1968